# 1762 en arts plastiques
| Années des arts plastiques : 1759 - 1760 - 1761 - 1762 - 1763 - 1764 - 1765    |
| Décennies des arts plastiques : 1730 - 1740 - 1750 - 1760 - 1770 - 1780 - 1790 |

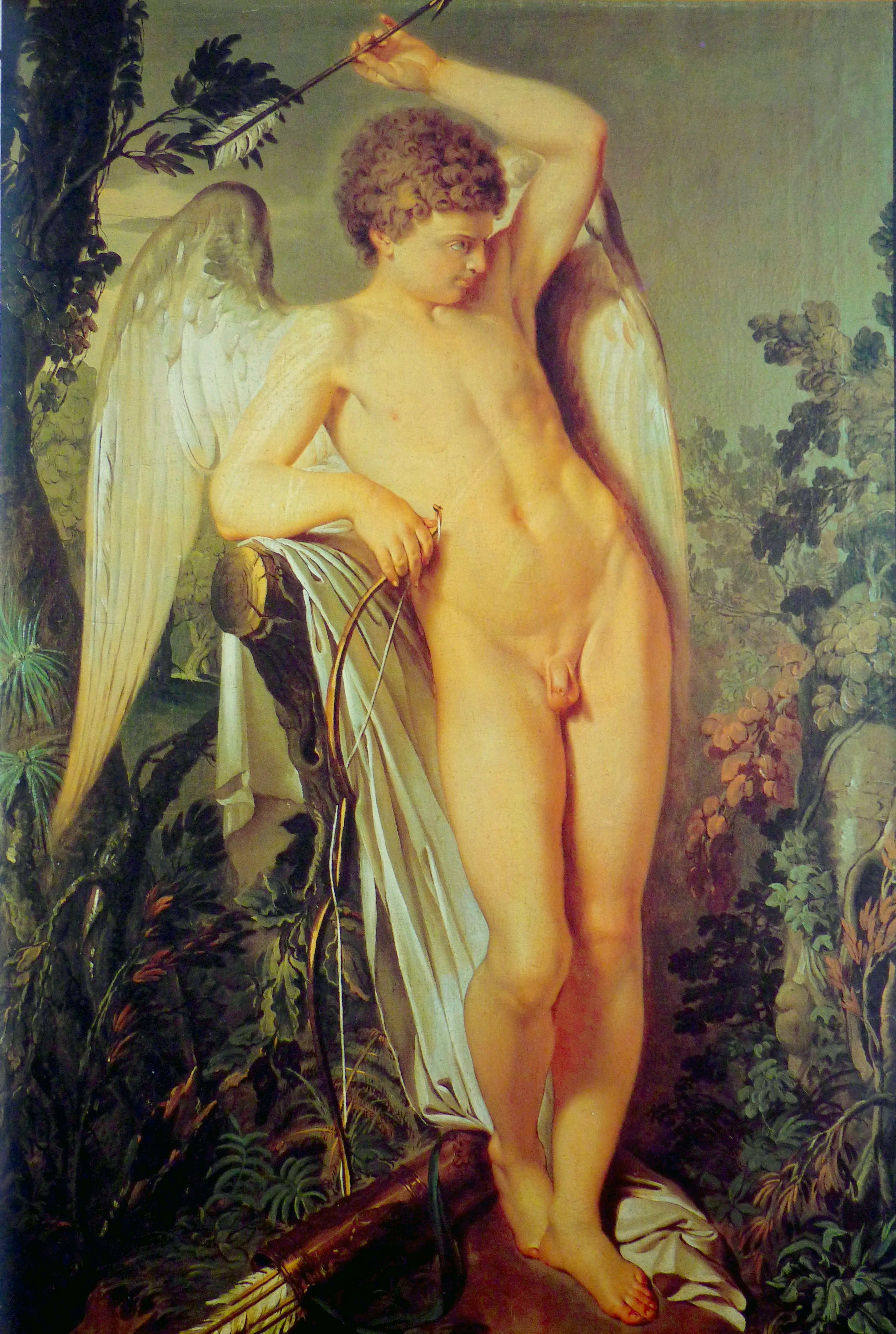
L’Amour debout, toile de Julien de Parme.

Cette page concerne l'année 1762 en arts plastiques.

## Œuvres
- Whistlejacket, huile sur toile de George Stubbs

## Naissances
- 22 janvier : Jean-Baptiste Wicar, peintre néo-classique et collectionneur d'art français († 7 février 1834),
- 29 février : Eberhard Wächter, peintre allemand († 14 août 1852),
- 10 juin : Louis Gauffier, peintre français († 20 octobre 1801),
- 16 juin : Giuseppe Bernardino Bison, peintre italien († 24 août 1844),
- 10 août : Philippe-Auguste Hennequin, peintre français († 12 mai 1833),
- ? :
  - Armand-Charles Caraffe, peintre français († 18 août 1822),
  - Giovanni Battista Gandolfi, peintre italien de l'école bolonaise († ?),
- 18 octobre : Mestre Ataíde, peintre brésilien († 2 février 1830).

## Décès
- 24 janvier : Bernard Baron, graveur français (° 1696),
- 4 mars : Johannes Zick, peintre allemand (° 10 janvier 1702),
- 30 mars : Johann Georg Bergmüller, peintre rococo et fresquiste allemand  (° 15 avril 1688),
- 3 mai : Lucia Casalini, peintre italienne  (° 1677),
- 28 mai : Jean Barbault, peintre et graveur français (° 1er août 1718),
- 27 juillet : Edmé Bouchardon, sculpteur et dessinateur français (° 1698),
- 31 août : Pietro Rotari, graveur et peintre italien (° 30 septembre 1707),
- 8 septembre : Étienne Montagnon, peintre et architecte français (° 1702),
- 6 octobre : Louis Surugue, graveur français (° 1686),
- ? :
  - Giuseppe Camerata, peintre italien (° 1676),
  - Giovanni Michele Graneri, peintre italien (° 1708),
  - Agostino Veracini, peintre italien de fresques à sujets religieux de l'école florentine et restaurateur d'œuvres d'art (° 1689).